# 桜田まこと 風のうた、音の旅
『桜田マコト 風のうた、音の旅』（さくらだまこと かぜのうた、おとのたび）は、2005年4月2日から青森放送ラジオで放送されている音楽番組である。略称は「風うた」。

## 概要
パーソナリティは青森県十和田市出身ミュージシャンの桜田マコトで、女性アシスタントとともにリスナーからのメッセージを読んでトークをしたり、曲を紹介したり、歌を歌ったりする。また、他のミュージシャンをゲストに招くこともある。収録は青森放送八戸支社で行われており、ハガキの宛先も「RAB八戸支社」になっている。
番組タイトルは当初は表題通りの表記だったが、パーソナリティの桜田が2014年4月に「桜田まこと」から「桜田マコト」へ改名したのに伴い、番組も後に『桜田マコト 風のうた、音の旅』と改題した。

## 放送時間
いずれも日本標準時。
- 土曜 13:35 - 14:00 （『岡田照幸とサタデー夢ラジオ』内、2005年4月2日 - 2006年7月29日[4]）
- 日曜 11:05 - 11:30 （2006年8月6日[4] - 2023年3月26日）
- 日曜 9:05 - 9:30 （2023年4月2日 - ）

## 出演者

### パーソナリティ
- 桜田マコト

### アシスタント
- ふじやん（2010年4月[5] - 2015年5月）
- MIKU （2015年6月[1] - ）